# Idaea villitibia
Idaea villitibia là một loài bướm đêm trong họ Geometridae.